# Oreophryne loriae
Oreophryne loriae és una espècie de granota que viu a Papua Nova Guinea. No hi ha prou dades sobre el seu estat de conservació.